# Spongia ceylonensis
Spongia ceylonensis är en svampdjursart som beskrevs av Arthur Dendy 1905. Spongia ceylonensis ingår i släktet Spongia och familjen Spongiidae. Inga underarter finns listade i Catalogue of Life.